# Pyrénées-Orientales
Pyrénées-Orientales là một tỉnh của Pháp, thuộc vùng hành chính Occitanie, tỉnh lỵ Perpignan, bao gồm 3 quận với các quận lỵ còn lại là: Céret, Prades.